# Щелкун опоясанный
Щелкун опоясанный, или щелкун чернохвостый (лат. Selatosomus balteatus) — вид щелкунов.

## Описание
Жук длиной 8—10 мм, имеет чёрную окраску, надкрылья красные (или оранжевые) с зачернённой на одну треть вершиной. Тело имеет чёрное опушение. Переднеспинка мелко равномерно пунктированная, на боковом её крае точки вытянуты в продольном направлении, межточечные промежутки меньше диаметра точки или равны ему.

## Аберрации
- Elater balteatus ab. succineus Reitter, 1918